# 베트남 반전 시위
베트남 반전 시위(베트남 反戰 示威)는 1965년 미국의 베트남 전쟁 개입이 확대되는 것에 반대하는 시위로 시작되어, 이후 수년간 미국 본토와 세계 각국에서 진행된 대규모 사회 운동이다. 1960년대 말~1970년대 초 베트남 전쟁이 본격화되는 과정에서 종전과 관련하여 미국 사회의 여론이 양극화되는 동시에 활발한 논쟁이 이루어진 운동이기도 하다.
미군의 베트남 파병은 1950년 중국 공산군에 맞서 프랑스령 인도차이나를 지원하면서 시작됐다. 1964년 8월 통킹만 결의안이 미국 의회에서 통과된 이래 미국은 로버트 맥나마라 전 국방장관의 계획 아래 본격적인 군사 개입에 나서, 1965년 3월 8일 첫 미군 파병부대가 베트남에 도착하게 되었다. 그러나 1967년 갤럽 여론조사에서 베트남의 군사 개입이 실수라고 생각하는 여론이 다수를 차지하였으며, 반전시위도 1960년대 말까지 확산되어 갔다.
1968년 베트남 전쟁 종식과 징병제 폐지를 공약으로 내건 리처드 닉슨 후보가 미국 대통령으로 당선되었다. 닉슨 대통령은 반전 여론에 힘입어 1969년 4월부터 베트남에 주둔 중인 미군을 철수하기 시작했다. 그러나 1970년 4월 캄보디아로의 전선 확대 방안이 발표되면서 반전 시위가 급증하였으며, 1971년 6월에는 미국의 군사 개입 관련 기밀문서인 펜타곤 문서의 유출로 전쟁의 정당성에 의문을 더했다. 1972년 말을 끝으로 징집이 중단되었으며 1973년 3월 베트남에 주둔하던 마지막 미군 부대가 철수함으로서 미국의 베트남 전쟁 개입은 막을 내렸다.
반전 운동이자 평화 운동의 성격을 띄었던 미국 내 베트남 반전 시위는 대부분 반체제 성향의 청소년과 아이들 그리고 어머니들이 주를 이루었으며, 이후 미국의 흑인 민권 운동과 제2세대 여성주의 운동, 치카노 운동, 노동조직 운동 등과 맞물려 크게 확대되었다. 여기에 교사, 성직자, 학자, 언론인, 변호사, 의사, 퇴역 군인 등의 다양한 사회계층에서도 시위에 동조하였다. 평화롭고 비폭력적인 시위가 주를 이뤘으며, 처음부터 공격적이거나 폭력적인 시위는 거의 벌어지지 않았다. 반대로 시위 진압에 나선 경찰이 평화적인 시위대를 향해 폭력적인 대응을 벌이기도 했다.

## 배경

### 원인

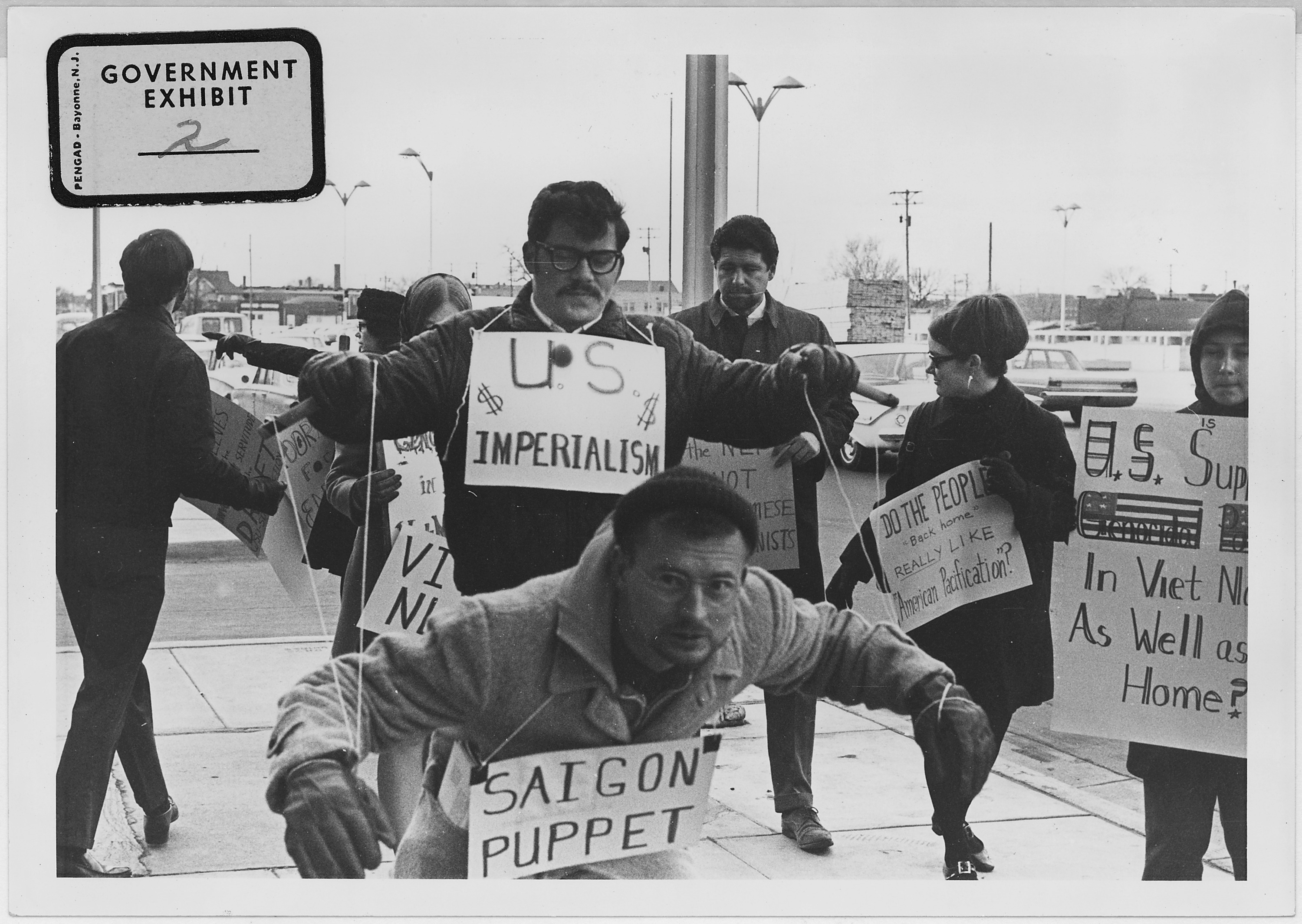
1967년 캔자스주 위치타의 베트남 전쟁 반대 시위

1965년 이후 미국 내 반전시위를 이끌어낸 원인은 바로 징병제로서 소수계층과 중산층·빈곤층 백인을 대상으로 하고 있었다. 징병제 반대 여론층 가운데 양심적 병역거부자들은 극소수임에도 불구하고 반전시위에 적극적인 역할을 했다. 여기에 징병제 시행은 부당하다는 인식이 널리 퍼지면서 학생층과 블루칼라 계층도 미국의 징병 제도에 대한 반대를 불러일으켰다.
반전 시위가 무르익던 시기는 표현의 자유 운동과 흑인 민권 운동에 이어 전례 없는 학생 운동이 벌어지던 시기였다. 징병제의 대상은 당시 젊은층인 베이비붐 세대가 주로 동원되었으나 점차 다양한 계층이 관여하게 되었다. 베트남 전쟁에 대한 반대여론이 커진 것에는 베트남 현지의 실상을 알려주는 TV방송으로 미검열 정보를 더 많이 접할 수 있게 되었던 것도 일부 원인으로 작용하였다.
반전 시위자들은 징병제 외에도 전쟁 자체가 도덕적인 면에서 부당하다는 주장도 펼쳤다. 일찍이 1954년 5월 디엔비엔푸의 프랑스군이 패배한 직후 퀘이커 봉사위원회는 뉴욕타임스의 한 페이지를 구매하여 미국이 인도차이나에 개입하려는 행보에 반대하는 광고를 게시하였다. 이는 미국이 다시 전쟁에 돌입하는 것에 대한 두려움이었다. 전쟁에 반대하는 도덕적 의무론은 미국 대학생들 사이에서 널리 지지를 얻었는데, 미국의 일반대중보다 베트남에서 제국주의적 목적을 지니고 있다고 비난하고, 따라서 부도덕한 전쟁이라 주장하는 경우가 많았다. 여기에 서방 언론이 깊게 다루지 않거나 무시했던 민간인 피해 역시, 사상자의 사진이 배포되면서 시위 대상이 되었다. 특히 구정 대공세 당시 응우옌응옥로안 장군이 테러리스트로 추정되는 인물에게 수갑을 채워 총을 쏘는 악명 높은 사진도 대중의 시위 열기에 한몫했다.
미국의 반전 시위에서 내건 또다른 주장은 베트남 개입의 명분으로 들었던 도미노 이론과 공산주의의 위협이 논리적으로 정당하지 않다는 것이었다. 일각에서는 공산주의의 위협이 제국주의 의도를 숨기기 위한 희생양이라고 보았고, 또 한편에서는 남베트남에 대한 미국의 개입이 국가의 자결권을 침해했으며 베트남 전쟁은 마땅히 내전으로 치러져야 한다고 보는 시각도 있었다. 미국이 타국에 간섭하여 그 운명을 결정하는 것 자체가 부당하다는 것이다.
TV 방송이 전장의 생생한 모습을 미국 내 시청자들에게 전달되면서 언론의 전쟁 보도에 대한 국민들의 신뢰도 흔들리기 시작했다. NBC의 프랭크 맥기(Frank McGee) 등은 베트남 전쟁 자체가 "사실로부터 벗어날 수 없다는 결론이 도출되어버렸으므로" 패배하게 된 셈이라고 밝혔다. 특히 베트남 전쟁은 미국 역사상 처음으로 방송 매체가 전장의 풍경을 내보낼 수 있는 계기로 작용했다. 야간 뉴스에 등장하는 미군 사상자의 생생한 모습은 전쟁의 영광에 대한 신화를 없애 버렸다. 베트남 전쟁에서 승리의 조짐이 그다지 보이지 않는 가운데 보여지는 미군 사상자가 미국 국민들에게 반전 의식을 불러일으키는 데 일조했던 것이다. 에드워드 S. 허맨과 노엄 촘스키는 저서를 통해 언론매체가 전쟁에 영향을 얼마나 미쳤는가에 대한 주류 관점을 배제하고, 언론매체가 수백만 명의 무고한 사람들의 죽음과 전투의 적나라한 풍경을 검열한다는 설을 내세웠다.

### 여론 양극화
미국의 정신이 독살되어 버린다면, 그 부검 보고서에는 '베트남'이란 단어가 담겨 있을 것이다.
If America's soul becomes totally poisoned, part of the autopsy must read "Vietnam."— 마틴 루터 킹 주니어 (1967년)

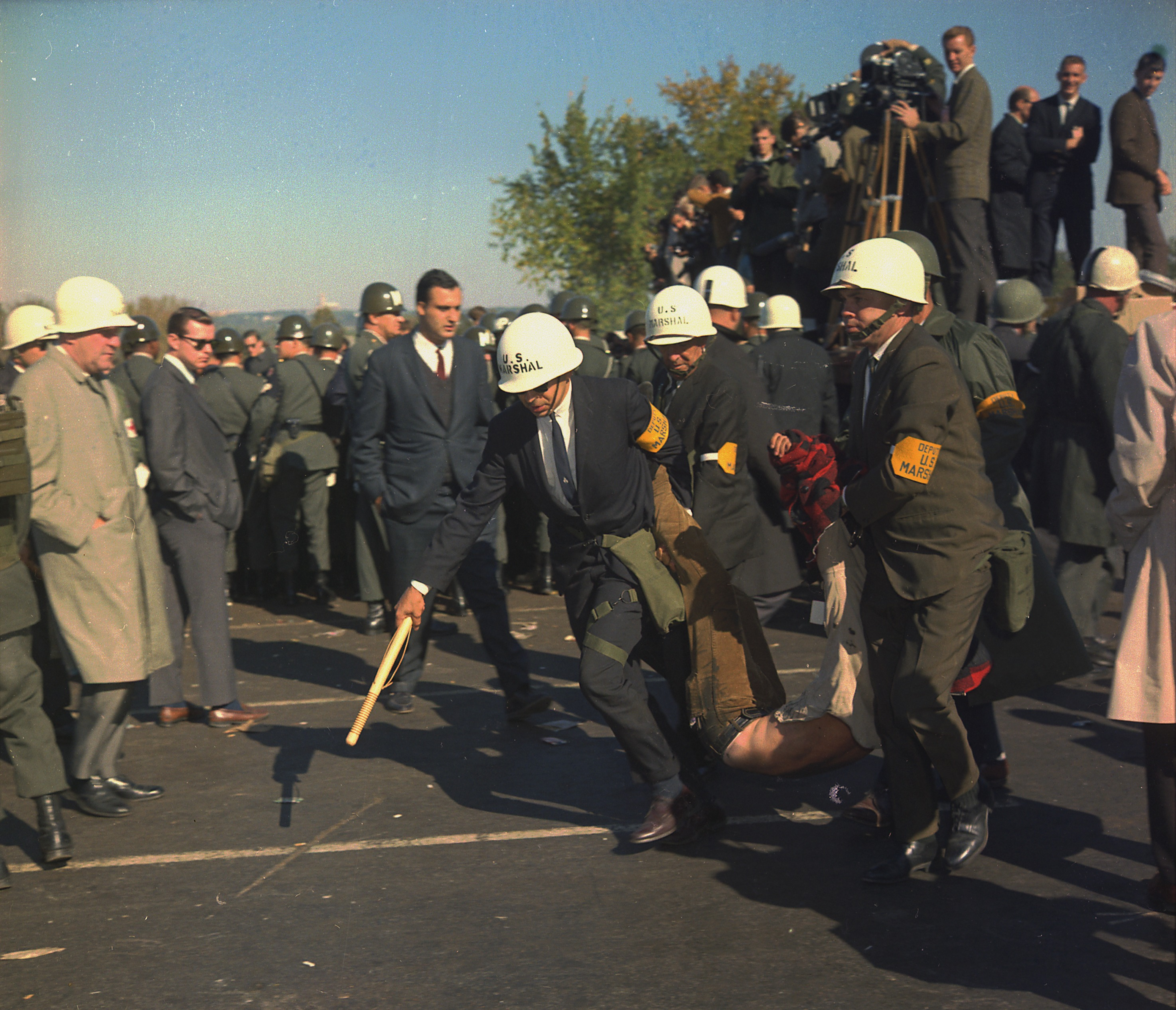
1967년 워싱턴 DC에서 베트남 전쟁 시위자를 끌고 가는 미국 보안관

베트남 전쟁을 놓고 미국 사회의 여론은 양극화되었다. 미국의 개입을 지지하는 측에서는 이른바 도미노 이론을 그 이유로 삼는 경우가 많았다. 도미노 이론이란 어느 국가가 공산주의에 무너지면 그 접경국들도 도미노가 무너지듯 공산주의의 손에 넘어가게 될 것이라는 이론으로서, 제2차 세계대전 이후 동유럽이 공산주의 체제로 전락하고 소련의 영향권으로 편입되었다는 점에서 널리 받아들여졌다. 그러나 베트남 전쟁을 평가한 군사평론가들은 베트남 전쟁이 정치적이며 군사 작전에 목표 실현을 위한 명확한 방안이 결여되어 있다고 지적했다. 전쟁을 비판하는 민간인들은 남베트남 정부의 정치적 정당성이 부족하다는 주장을 하거나, 전쟁을 지지하는 것 자체가 부도덕하다는 입장을 내세웠다.
베트남 전쟁을 둘러싼 미국 내 여론의 양극화에는 언론이 큰 역할을 했다. 예를 들어 1965년에는 언론 대다수의 관심이 군사작전에 집중됐고, 동남아시아에 대한 전면적 개입 필요성을 다루는 언론은 없었다. 1965년 이후 언론은 미국 내에 존재했던 반대파와 국내 논란을 보도했지만, 반체제 인사와 저항세력의 실제 견해는 대부분 배제했다.
언론은 매파냐 비둘기파냐의 논란을 놓고 공개 담론의 장을 마련하였다. 비둘기파는 자유주의, 전쟁비판론에 해당됐다. 전쟁의 의도는 좋았으나 온건 외교정책으로부터 기인한 비참한 실수라고 주장했다. 또 비둘기파는 베트남에 개입하려는 의도 자체에는 의문을 제기하지 않았으며, 미군 파병의 도덕성이나 합법성에 대해서도 의문을 제기하지 않았다. 오히려 이들은 전쟁이 실수였다는 실용적인 주장을 폈다.
반대로 매파는 전쟁이 합법적이고 승리할 수 있으며 미국의 우호적인 외교 정책의 일부라고 주장했다. 언론의 일방적인 비판이 전쟁에 대한 대중의 지지를 누그러뜨리고 끝내 미국이 전쟁에서 패하는 데 일조했다는 주장이다.  매파는 전쟁에 대한 대중의 환멸이 커지는 원인은 자유주의 언론에있다고 주장했으며, 서구 언론들이 공산주의가 더 이상 그들에게 위협이 되지 않다는 이론을 폈기에 전쟁에서 패했다고 비난했다.

## 주요 참여 세력

### 흑인

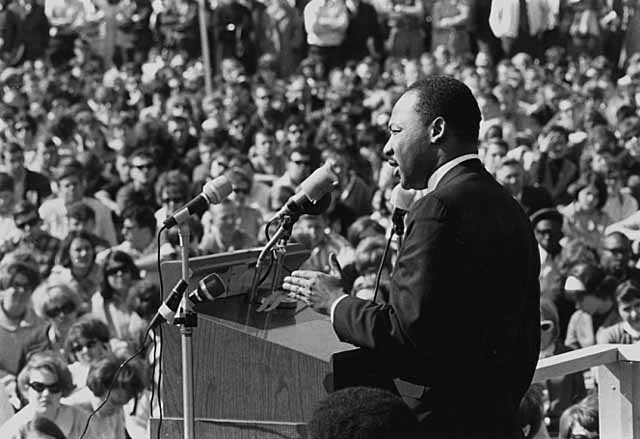
1967년 4월 27일 미네소타 대학교에서 열린 베트남 전쟁 반전 집회에서 연설 중인 마틴 루터 킹.

이전 시대의 아프리카계 미국인 지도자들, 예를 들어 W. E. B. 두보이스는 종종 반제국주의자이자 반자본주의자였다. 폴 로브슨은 1954년 베트남 투쟁에 대해 언급하며 호치민을 "자신의 민족을 자유로 이끄는 현대의 투생 루베르튀르"라고 칭했다. 그러나 이 인물들은 매카시즘으로 인해 공직 생활에서 밀려났고, 1960년대가 시작되면서 흑인 지도자들은 미국 외교 정책을 비판하는 데 더 신중해졌다.
1960년대 중반이 되면서 전쟁에 대한 공개적인 비난이 더 흔해졌고, 맬컴 엑스와 밥 모제스와 같은 인물들이 목소리를 높였다. 권투 챔피언 무하마드 알리는 1966년에 징병을 거부하며 자신의 경력과 징역형을 감수했다. 곧 마틴 루터 킹, 코레타 스콧 킹, 그리고 남부기독교지도회의(SCLC) 제임스 베벨이 베트남 전쟁의 저명한 반대자가 되었고, 베벨은 베트남 전쟁 종식을 위한 전국 동원 위원회의 책임자가 되었다. 흑표당은 베트남에서의 미국 개입에 강력히 반대했다. 전쟁 초기에는 일부 아프리카계 미국인들이 시민권 법안을 추진한 존슨 대통령에 대한 충성심 때문에 전쟁 반대 운동에 참여하기를 꺼렸으나, 곧 전쟁의 폭력 증가와 징병의 사회적 불공정성에 대한 인식이 이들 반전 단체 참여를 촉진했다.
1965년 3월, 킹은 셀마 행진 중에 어떤 저널리스트에게 말했다. "매일 수백만 달러가 소비되어 남베트남 군대를 유지하는 동안 우리 나라는 셀마에 모인 흑인들의 권리를 보호하지 못한다." 1965년, 학생 비폭력 조정위원회(SNCC)는 첫 번째 주요 인권 단체로서 전쟁 반대의 공식 성명을 발표했다. SNCC를 지지하는 조지아 주 의원 줄리언 본드는 반전 성명에 동의했음에도 불구하고, 조지아 주에서 그의 의석을 거부당했고, 이 사안은 그가 최종적으로 최고법원에 항소하여 승리했다. SNCC는 학생 운동과 흑인 운동 사이의 연결고리로서 특별한 중요성을 가졌다. 1966년 10월 UC 버클리에서 SDS가 주최한 회의에서 SNCC 의장 스토클리 카마이켈은 백인 좌파에게 그들의 군 복무 저항을 흑인 운동과 유사한 방식으로 고조시키라고 촉구했다. 그 시대 격동의 시위 참가자들 중 일부는 이미 자신들의 행동을 베트남 전쟁 반대로 연결시켰고, SNCC는 1966년 8월에 애틀랜타 징병소를 처음으로 방해했다. 역사학자 조슈아 블룸과 월도 마틴에 따르면, SDS가 1967년 10월 첫 번째 징병 중단 주간을 "블랙 파워에 영감을 받아 격정되었고, 격동의 구역 반란에 의해 용기를 얻었다." SNCC는 인기 있는 징병 반대 구호 "안 돼! 우린 가지 않을 거야!"를 시작한 것으로 보인다.
1967년 4월 4일, 킹은 뉴욕 리버사이드 교회에서 "베트남을 넘어서: 침묵을 깨야 할 때"라는 제목의 연설을 했다. 이 연설에서 그는 "치명적인 서구의 오만"을 비판하며, "우리는 부유하고 안전한 쪽에 서 있지만, 가난한 사람들에게는 지옥을 만들고 있다"고 선언했다. 킹의 연설은 당시 큰 논란을 불러일으켰고, 많은 사람들은 그가 노예제를 폐지한 지 한 세기 만에 아프리카계 미국인을 위한 민권을 위해 가장 많은 일을 한 대통령을 공격하는 것이 은혜를 모르는 행동이라고 생각했다. 워싱턴 포스트와 뉴욕 타임스와 같은 자유주의 신문들은 킹의 "베트남을 넘어서" 연설을 비난했으며, 전미흑인지위향상협회(NAACP)는 그를 지지하지 않았다. "베트남을 넘어서" 연설은 킹을 외교관 랄프 번치와의 논쟁으로 몰아넣었는데, 번치는 민권 운동을 반전 운동과 연계시키는 것은 어리석은 일이며, 이는 아프리카계 미국인의 민권을 후퇴시킬 것이라고 주장했다.
흑인 반전 단체들은 백인 단체들과 비슷한 이유로 전쟁에 반대했지만, 종종 별도의 행사에서 시위를 벌였고 백인 반전 지도부의 아이디어와 협력하지 않는 경우도 있었다.  이들은 징병 제도를 가혹하게 비판했는데, 이는 가난한 사람들과 미국 내 소수 민족 남성들이 주로 징병에 영향을 받았기 때문이었다. 1965년과 1966년에 아프리카계 미국인들은 전투 사망자의 25%를 차지했는데, 이는 아프리카계 미국인이 미국에서 차지하는 인구 비율의 두 배가 넘는 수치였다. 그 결과, 흑인 사병들은 항의하며 참전 군인들 사이에서 저항 운동을 시작했다. 광범위한 항의에 대응하여 사망률을 줄이기 위한 조치를 취한 후, 미군은 흑인 사망자의 비율을 12.6%로 낮췄다.
반전 운동에 참여한 아프리카계 미국인들은 여러 자체 단체를 형성했다. 이러한 단체들의 차이점 중 하나는 흑인 미국인들이 "흑인 미국과 베트남의 자결"이라는 기치 아래 결집한 반면, 백인들은 "우리의 군인을 지원하라, 그들을 지금 당장 집으로 데려와라"라는 기치 아래 행진했다는 점이다. 그러나 이러한 단체 내에서 많은 아프리카계 미국인 여성들은 흑인 남성 지도자들에 의해 종속적인 구성원으로 여겨졌다. 많은 아프리카계 미국인 여성들은 베트남 전쟁을 인종적으로 동기화된 것으로 보고 베트남 여성들과 강하게 공감했다.

### 아시아계 미국인
많은 아시아계 미국인들은 베트남 전쟁에 강하게 반대했다. 그들은 이 전쟁을 미국 제국주의의 중요한 행동으로 보았고, "미국 내 아시아인들에 대한 억압을 베트남 전쟁의 수행과 연결지었다." 많은 반전 운동의 미국인들과 달리, 그들은 이 전쟁을 "제국주의적일 뿐만 아니라 구체적으로 반아시아적인 것으로" 보았다. 아시아계 미국인 정치 동맹 (AAPA), 전쟁에 반대하는 해안 지역 동맹 (BAACAW), 행동을 위한 아시아계 미국인 (AAA) 같은 단체들은 전쟁 반대를 그들의 주요 목표로 삼았다.
이들 조직 중에서 전쟁에 반대하는 해안 지역 동맹이 가장 크고 중요한 단체였다. BAACAW는 "고도로 조직되어, 지역별로 상세한 보고서와 행동 계획을 제출하는 조정위원회의 90분짜리 격주 회의를 개최했다." 이 단체의 형성 배경에는 "하노이 폭격과 하이퐁 항구의 기뢰 투하"에 대한 분노가 있었다. 이 조직은 일본 커뮤니티 청소년 센터, 아시아 커뮤니티 센터의 회원들, 아시아계 미국인 학생 연합의 학생 지도자들 및 기타 단체들을 지원했다.
BAACAW의 회원들은 많은 아시아계 미국인들로 구성되었으며, 행진, 연구 모임, 기금 마련 행사, 티치인 및 시위와 같은 반전 활동에 참여했다. 행진 중 아시아계 미국인 활동가들은 "아시아인을 폭격을 멈춰라, 우리 아시아 형제자매를 죽이지 마라"라는 배너를 들고 있었다. 그들의 뉴스레터는 "우리의 목표는 베트남 전쟁에 반대하는 아시아인의 견고하고 광범위한 반제국주의 운동을 구축하는 것"이라고 명시했다.
아시아계 미국인의 반전 감정은 미국에서 그들이 직면한 인종적 불평등에 의해 촉발되었다. 역사가 대릴 마에다(Daryl Maeda)는 "반전 운동은 남성 병사의 경험과 여성에 의한 동일시라는 두 가지 명확한 성별 방식으로 베트남인과 아시아계 미국인의 인종적 공통성을 설명했다"고 언급했다. 미군 내 아시아계 미국인 병사들은 종종 적과 유사하다고 분류되었다. 그들은 '구크(gooks)'라고 불리며 비아시아인 동료들과 비교해 인종적 정체성을 부여받았다. 또한 베트남 여성들의 과도한 성적 대상화가 있었고, 이는 미군 내 아시아계 미국인 여성들이 어떻게 대우받는지에 영향을 미쳤다. "아시아계 미국인 운동의 영향력 있는 신문인 기드라(Gidra)의 한 기사에서 에블린 요시무라(Evelyn Yoshimura)는 미군이 베트남 여성들을 매춘부로 체계적으로 묘사하여 그들을 비인간화하려 했다고 언급했다.
다릴 마에다는 다음과 같이 기술했다. "아시아계 미국인의 반전 운동은 주류 평화 운동이 아시아인을 무시하는 인종차별적 태도를 가지고 있다는 믿음에서 비롯되었다. 스티브 루이는 백인 반전 운동이 '살인하지 말자'는 도덕적 관점을 가지고 있었던 반면, 아시아계 미국인들은 '집단 학살'이라는 더 큰 문제에 주목하려 했다고 회상했다. 주류 반전 운동은 아시아계 반전 운동과의 협력에 어려움을 겪었는데, 이는 아시아계 운동이 이슈를 더 확장하여 주류 운동이 다루고자 했던 범위를 넘어섰기 때문이었다. 아시아계 반전 운동은 국내외에서의 미 제국주의 문제를 제기하며 이를 체계적인 문제로 인식했다."

### 음악가
Waist Deep in the Big Muddy; 똥멍청이가 계속 가라고 했다. 피트 시거, 1967

베트남 전쟁에 대한 미국의 참여에 반대하는 시위는 많은 인기 음악가들이 동참한 운동이었으며, 이는 제2차 세계 대전 동안 예술가들의 전쟁 지 작품과는 뚜렷한 대조를 이루었다. 이 음악가들에는 조니 미첼, 존 바에즈, 필 옥스, 루 해리슨, 게일 쿠빅, 윌리엄 마이어, 엘리 시그마이스터, 로버트 핑크, 데이비드 눈, 리처드 워닉, 존 W. 다우니 등이 포함되었다. 그러나 지금까지 확인된 5,000곡 이상의 베트남 전쟁 관련 노래 중 많은 곡들은 애국적이거나 정부를 지지하거나 군인을 지지하는 관점을 취했다. 이 항의에 가장 두드러진 장르는 로큰롤]과 포크 음악이었다. 작곡가들이 전쟁을 비판하는 곡을 만들었지만, 그들의 활동은 음악에만 국한되지 않았다. 종종 시위자들은 체포되었고 평화 행진에 참여했으며, 인기 음악가들도 그 대열에 있었다. 이러한 밀접한 참여의 개념은 1968년 5월 뉴욕에서 열린 "평화를 위한 작곡가와 음악가들" 콘서트에서 새로운 절정에 달했다. 전쟁이 계속되고 새로운 미디어 보도가 이어지면서 이 운동은 눈덩이처럼 커졌고, 대중 음악도 이를 반영했다. 1965년 여름, 배리 맥과이어가 녹음한 P. F. 슬론의 포크 록 노래 'Eve of Destruction'과 같은 작품을 통해 미국의 동남아시아 개입에 반대하는 음악 기반 시위가 시작되었다.
락 부문 반전 운에서 중요한 인물 중 하나는 지미 헨드릭스(1942–1970)였다. 헨드릭스는 약물을 통해 자신을 탐구하고 록 음악을 통해 자신을 경험하는 청년 문화 사이에서 큰 인기를 누렸다. 헨드릭스는 공식적인 전쟁 반대 시위자는 아니었지만, 헨드릭스의 전기 작가 중 한 명은 그가 전직 군인으로서 반공주의적 견해에 공감했다고 주장한다. 그러나 헨드릭스는 베트남 전쟁에서 벌어지는 폭력에 항의했다. 베트남에서 싸우는 이들에게 헌정된 노래 "Machine Gun"에서 이러한 폭력에 대한 항의가 나타난다. 'Scuse Me While I Kiss the Sky'의 저자 데이비드 헨더슨은 이 노래를 "무서운 펑크 ... 그의 소리는 여자의 비명, 사이렌, 급강하하는 전투기의 소리로 바뀌고, 이 모든 것은 버디 마일스의 개틀링건 같은 스네어 드럼 소리 속에서 이루어진다. ... 그는 '악한 자가 나를 죽이게 하고 ... 우리가 단지 가족일 뿐인데도 너를 죽이게 한다'고 말한다"고 묘사했다. 이 노래는 종종 헨드릭스가 병사들을 집으로 돌려보내고 유혈 사태를 중단하자는 호소와 함께 연주되었다. Wh 헨드릭스의 견해가 시위자들과 동일하지 않을 수도 있었지만, 그의 노래는 반전 운동의 상징이 되었다. "Star Spangled Banner"와 같은 노래는 사람들에게 "당신은 나라를 사랑할 수 있지만, 정부를 미워할 수도 있다"는 것을 보여주었다.
많은 사람들이 반전 운동의 상징으로 알고 있는 노래는 컨트리 조 앤 더 피쉬의 "The 'Fish' Cheer/I-Feel-Like-I'm-Fixin'-to-Die Rag"이다. 이 노래는 1965년 10월 Rag Baby의 EP에 처음 실려 발매되었다. 컨트리 조 앤 더 피쉬는 가장 성공적인 반전 밴드 중 하나였다. 이 노래는 너무 급진적이어서 음악 차트에 오르지는 않았지만, 1969년의 유명한 우드스탁 음악 축제를 포함한 많은 공개 행사에서 연주되었다. "Feel-Like-I'm-Fixin'-To-Die Rag"는 전쟁뿐만 아니라 대중의 순진한 태도에 대한 문제를 풍자로 전달하는 노래였다. "행복한 비트와 가수의 무관심한 태도는 가사가 전달하는 슬픈 사실과 묘한 대조를 이룬다. 이는 미국 대중이 베트남이 더 이상 세계 반대편의 먼 곳이 아니라는 것을 깨닫게 되면서 그 전쟁이 국가에 끼치는 피해가 더 이상 다른 사람과 관련된 부수적인 피해로 간주될 수 없다는 사실을 강화시킨다"고 리 앤더슨은 밝혔다.
반전 운동의 또 다른 주요 역사적 인물로는 필 옥스와 밥 딜런이 있었다. 가수 겸 작곡가인 필 옥스는 반전 행사에 참석하고 이를 조직했으며 "I Ain't Marching Anymore"와 "The War Is Over"와 같은 노래를 썼다. 포크와 록은 베트남 전쟁 동안 반문화의 중요한 요소였으며, 이는 딜런이 탐구했던 장르들이었다. 딜런의 항의 노래 작곡의 성공은 그의 기존의 인기로부터 나왔으며, 그는 처음부터 이를 의도하지는 않았다. 토르 에길 포를란드는 그의 기사 "Bringing It All Back Home or Another Side of Bob Dylan: Midwestern Isolationist"에서 당시 학생 운동 지도자였던 토드 기틀린을 인용하며 "딜런이 좋아하든 싫어하든, 그는 우리를 위해 노래했다. ... 우리는 마치 그가 우리의 노래를 부르는 것처럼 그의 경력을 따랐다"고 말했다. 딜런의 노래 "Blowin' in the Wind"는 반전과 인권 운동에 대한 그의 감정을 담고 있었다. "Blowin' in the Wind"를 보완하는 곡으로 딜런의 노래 "The Times They Are A-Changin'"은 새로운 통치 방식이 필요하다는 것을 암시하며 현재 정부에 참여하고 있는 사람들에게 변화가 임박했음을 경고한다. 딜런은 "상원의원들과 하원의원들은 제발 이 부름에 귀를 기울이라"고 말한다. 딜런의 노래는 대중을 깨우고 반응을 일으키기 위해 고안되었다. 베트남 전쟁의 시위자들은 딜런의 예술적 작품과 자신들의 대의를 밀접하게 동일시하여, 조안 바에즈와 주디 콜린스는 베트남 전쟁을 반대하는 행진(1965)과 대통령 존슨을 위해 "The Times They Are A-Changin'"을 공연했다. 딜런이 한 개인의 이상에 동조하는 것을 거부했음에도 불구하고, 베트남에 대한 그의 항의 감정은 일반적인 운동에 의해 받아들여졌고, 사람들은 그의 신비롭고도 예언적인 발언을 기다리며 전체 운동에 지침을 제공했다.

### 학생 및 청년

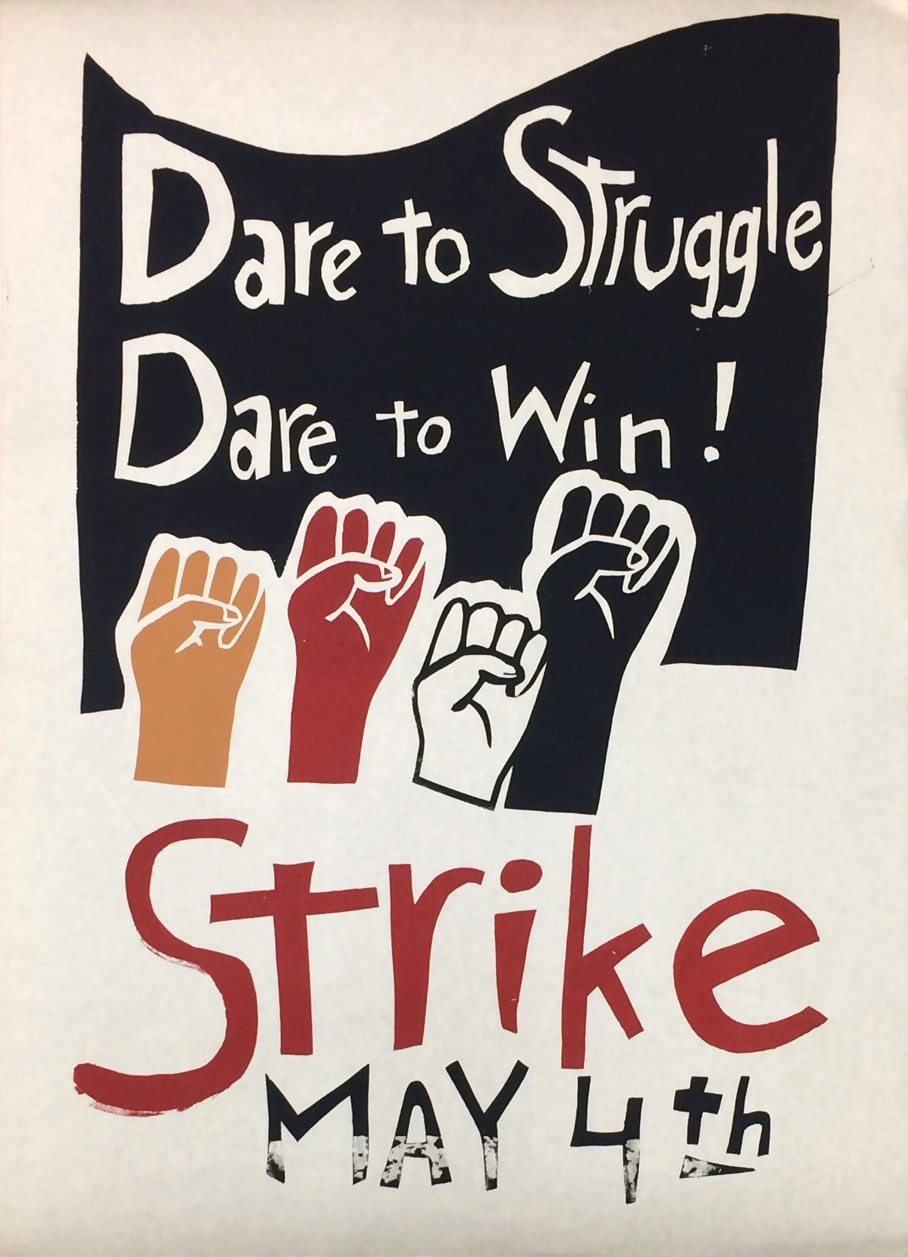
1970년 동맹휴학 당시 미국 대학교에 붙은 시위 포스터.

더그 맥아담은 "자서전적 가용성"의 관점에서 자유 여름 운동을 위한 대규모 자원봉사자 동원의 성공을 설명하며, 개인이 대규모 사회 운동에 참여하려면 일정 수준의 사회적, 경제적, 심리적 자유가 필요하다고 말한다.  이 설명은 같은 시기에 일어났으며, 같은 자서전적 요인이 대학 연령의 반전 시위자들에게 적용되었던 반전 운동에도 적용될 수 있다. 데이비드 메이어스(2007)는 개인 효능감의 개념이 대규모 운동 동원에 어떻게 영향을 미치는지 설명한다. 예를 들어, 메이어스의 논문에 따르면, 제2차 세계 대전 이후 미국의 부가 급격히 증가했다는 점을 고려할 수 있다. 이 시기에 미국은 강대국이 되었고, 30년간의 불황, 전쟁, 희생 이후 큰 부를 누렸다. 벤자민 T. 해리슨(2000)은 제2차 세계 대전 이후의 부유함이 1960년대 시위 세대를 위한 무대를 마련했다고 주장한다.
보다 넓은 관점에서 보자면, 1960년대 미국 사회는 다양한 반문화를 경험하고 있었다. 대표적인 예가 히피로, 히피들은 자신들만의 공동체를 만들고, 사이키델릭 음악을 들으며, 성혁명을 수용했고, 많은 이들이 마리화나와 LSD와 같은 약물을 사용하여 변화된 의식 상태를 탐구했다. Make love, not war라는 평화 상징은 영국에서 핵군축캠페인(CND)의 로고로 개발되었으며, 1960년대 미국의 반전 시위자들에 의해 수용되었다. 히피들은 종종 평화주의자였으며, 비폭력 정치 시위에 참여했다. 이 시위에는 미국의 흑인 민권 운동, 워싱턴 D.C. 행진, 베트남 전쟁 반대 시위, 징병 카드 소각 및 1968년 민주당 전당대회 시위가 포함되었다. 히피들의 정치적 참여 정도는 평화 시위에 적극적으로 참여한 사람들부터, 가장 정치적으로 활동적인 히피 하위 그룹인 이피스(Yippies)의 반권위적 거리 연극 및 시위에 이르기까지 매우 다양했다.바비 시일은 제리 루빈과 함께 이피스와 히피의 차이점에 대해 논의했는데, 루빈은 이피스가 히피 운동의 정치적 날개라고 말하며 히피들이 "반드시 정치적이 된 것은 아니다"라고 설명했다. 히피들의 정치 활동에 대해 루빈은 "그들은 주로 약에 취해 있는 것을 선호하지만, 대부분은 평화를 원하며 이 모든 것이 끝나기를 원한다"고 말했다.
스콧 맥켄지의 1967년 존 필립스의 노래 "San Francisco (Be Sure to Wear Flowers in Your Hair)" 연주는 히피들 여름 사랑을 영감으로 삼아, 1967년부터 샌프란시스코로 도착한 모든 베트남 전쟁 참전 군인들의 귀향을 위한 환영 노래가 되었다. 맥켄지는 "San Francisco"의 모든 미국 공연을 베트남 전쟁 참전 군인들에게 바친 바 있으며, 2002년에는 베트남 전쟁 참전자 기념비 20주년 행사에서 노래를 부른 바 있다. 이 노래는 1967년 비틀즈의 All You Need Is Love와 함께 대표적인 플라워 파워 노래로 히피들의 정신적인 이념으로 자리잡게 되었다.
히피들의 문화가 성행함과 동시에 많은 대학생들은 직접적으로 대학 운동에 참여하고 있었다. 1965년 4월 17일 베트남 전쟁에 반대하는 첫 대학생들의 행진이 워싱턴 D.C에서 발생했다. 이후 구정 대공세와 미라이 학살 이후 컬럼비아 대학교 시위, 1968년 민주당 전당 대회 시위 등 여러 시위에 참여했다. 1970년 캄보디아 전역과 이에 반대하는 켄트 주립 대학교 총격사건을 기점으로 대학가의 운동은 다시 활발해졌다. 1970년 동맹휴학에는 수백 만명의 학생들이 참여했고, 1971년 스털링 홀 폭발과 같은 과격한 시위도 종종 발생했다.

### 여성
여성들은 반전 운동의 큰 부분을 차지했지만, 때로는 조직 내에서 이등 시민으로 격하되거나 반대 단체 내에서 성차별을 겪기도 했다. 일부 반전 단체 지도자들은 여성을 성적 대상이나 비서로 여기고, 단체 목표에 긍정적이고 실질적으로 기여할 수 있는 사상가로 인정하지 않거나, 여성이 징병에 영향을 받지 않았기 때문에 반전 운동을 진정으로 이해하고 참여할 수 없다고 믿었다. 반전 단체에 참여한 여성들은 남성 전쟁 시위자들 사이에서 흔히 나타나는 전쟁과 반전 운동의 폭력에 대한 낭만주의를 싫어했다. 이러한 불평등에도 불구하고, 다양한 반전 단체에 참여함으로써 여성들은 시위를 조직하고 효과적인 반전 수사를 작성하는 경험을 쌓았다. 이러한 새로운 기술과 반전 운동 내의 성차별에 대한 반감이 결합되어 많은 여성들이 주류 반전 운동에서 벗어나 Another Mother for Peace, Women's International League for Peace and Freedom (WILPF), Women Strike for Peace (WSP)와 같은 여성 반전 단체를 만들거나 가입하게 되었다. 베트남에서 복무한 여성 군인들도 반전 및 반군사 신문에 기사를 작성하여 전쟁과 성차별, 인종차별, 기존 군사 관료제에 맞서 싸우기 위해 이 운동에 참여했다.
많은 흑인 어머니들도 전국 복지 권리 조직(National Welfare Rights Organisation, NWRO)과 같은 단체에 가입하거나 해당 단체를 이끌었다.  1967년에 설립된 NWRO는 베트남 전쟁을 위한 정부 지출 예산 대신 국내 가족들을 지원하지 않는 것에 대해 비판하고, 가난한 남성들과 그들의 아들들을 베트남 전쟁에 보내는 것을 비난했으며, 자본주의와 기업 및 군사 지출의 우선순위가 인간의 필요보다 우선시되는 것을 연결지었다. 또한, 어머니의 이미지를 소환하고 빈곤과 군사 참여가 여성, 특히 흑인 어머니들에게 미치는 영향을 강조했다. 뿐만 아니라, NWRO는 빈곤한 여성들이 아이들을 키우면서 적절한 보수 없이 노동력과 군대를 공급해야 하는 상황을 강요받는 것에 대해 비판했다.
1971년, 제3세계 여성 동맹(Third World Women's Alliance, TWWA)은 흑인, 푸에르토리코, 치카나, 아시아계, 그리고 원주민 여성을 포함하여 NWRO의 범위를 확장했다. TWWA는 국제주의적이고 반제국주의적인 관점에서 베트남 전쟁에 반대하여 조직되었으며, 미국의 해외 전쟁 비용이 국내 빈곤한 유색인종 공동체의 착취와 연결되어 있음을 강조했다. 또한, 징병이 소수 민족 가족에 불균형적으로 영향을 미쳐 아들들을 데려가고 여성들을 남겨두는 방식을 부각시켰다. 억압받는 민족들이 그들의 억압자에 맞서 일어서는 것을 지지했고, 베트남 여성 전투원들에게서 영감을 받았다.

### 군인
미군 내에서는 여러 군인들이 군 복무를 피하기 위해 조직되었고, 개인적으로도 저항 행위를 수행하는 사람들이 있었다. 이 운동은 현역 군인과 참전 용사들이 민간 평화 활동가들과 협력하여 자발적으로 조직한 것이었다. 1971년까지 미군은 사기가 크게 떨어져 전쟁을 제대로 수행하는 데 심각한 어려움을 겪게 되었다.

### 징병 대상자
이 과정에서 그들은 특정 반문화 인물들에 의해 강화되었다. 필 옥스의 1965년 노래 "Draft Dodger Rag"는 풍자를 사용하여 탈영을 조언하는 법을 우회하며 파열된 비장, 시력 저하, 평발, 천식 등 다양한 면제 사유의 목록을 제공했다. 포크 가수 알로 거스리는 그의 노래 "Alice's Restaurant"에서 미친 척 하여 면제를 받으려는 역설을 풍자했다: "나는 '죽이고 싶다! 죽이고! 타 죽은 시체를 먹고 싶다!'라고 말했고, 병장은 '당신이 우리 사람이다!'라고 말했다." 밴드 The Fugs의 멤버인 툴리 쿠퍼버그가 공동 저술한 책 "1001 Ways to Beat the Draft"는 징병 위원회에 기저귀를 차고 가는 등의 방법을 권장했다. 또 다른 관련 서적으로는 1950년대에 출판된 줄스 페이퍼의 만화 소설 "Munro"가 있으며, 이 책은 후에 단편 영화로 만들어졌고, 실수로 징병된 4세 소년의 이야기를 다루고 있다.
징병 회피자를 위한 상담 그룹은 잠재적인 징병 회피자들에게 또 다른 지원의 원천이었다. 많은 그룹들이 전쟁 동안 활발히 활동했다. 일부는 미국 친구 봉사 위원회와 민주사회를 위한 학생들 같은 전국 단체와 연결되어 있었고, 다른 일부는 임시 대학 또는 지역 사회 그룹이었다. 많은 특별히 훈련된 개인들이 이러한 그룹의 상담사로 일했다.
징병 상담 그룹과 함께 상당한 징병 저항 운동이 등장했다. 비록 징병 저항이 때때로 "징병 회피"의 한 형태로 논의되지만, 징병 저항자들과 징병 저항 연구자들은 저항을 회피나 기피의 형태로 분류하는 것을 거부한다. 징병 저항자들은 자신들이 징병을 회피하거나 피하려는 것이 아니라, 정면으로 맞서려 한다고 주장한다. 민주사회를 위한 학생들(Students for a Democratic Society)뿐만 아니라 전쟁 저항자 연맹(War Resisters League), 학생비폭력조정위원회의 "전국 흑인 반전 반징병 연합(National Black Anti-War Anti-Draft Union)" 및 다른 그룹들도 중요한 역할을 하려 했다. 많은 사람들은 징병 저항 운동이 "The Resistance"라는 조직에 의해 주도되었다고 말한다. 이 조직은 1967년 3월 샌프란시스코 베이 지역에서 데이비드 해리스와 다른 사람들에 의해 설립되었으며, 빠르게 전국으로 퍼져나갔다. 이 조직의 상징은 그리스 문자 오메가(Ω)로, 전기 저항의 단위인 옴의 상징이었다. The Resistance의 일부 구성원들은 공개적으로 징병 카드를 태우거나 징병 등록을 거부했다. 다른 구성원들은 특정 날짜에 카드를 상자에 넣고 정부에 우편으로 보냈다. 그들은 징집되었으나 입대를 거부하고 연방 법원에서 그들의 사건을 싸웠다. 이 징병 저항자들은 그들의 공개적인 시민 불복종이 전쟁과 징병을 끝내는 데 도움이 되기를 희망했다. 많은 젊은이들이 이 운동의 일환으로 연방 교도소에 수감되었다.
징병을 거부하기 위해 많은 미국 청년들이 해외로 이주하기도 했다. 대표적인 국가가 캐나다와 스웨덴으로, 캐나다의 경우 베트남 전쟁 시기 이민 규칙이 까다롭지 않았고 전쟁 거부자들을 이주자로 규정하여 이민을 허용하였다. 캐나다로 이주한 미국 내 징병 거부자들은 최소 30,000명에서 최대 100,000명에 이를 것으로 예상된다. 스웨덴의 경우 공개적으로 베트남 전쟁에 대해 비판적인 목소리를 냈기 때문에 베트남 전쟁 기간 미국과 스웨덴의 관계는 악화되었고, 베트남에 평화를! 시민연합과 같은 일부 단체들은 베트남 전쟁에서 발생한 낙오자들과 전쟁 거부자들을 스웨덴으로 보내는 것을 고안했다. 스웨덴에 이주한 베트남 전쟁 거부자들의 수는 약 1,000명으로 이 중 3분의 1만이 징병 거부자들이었고, 소수의 거부자들이 스웨덴에 남아 스웨덴 사회에 정착했다.

### 노조
미국이 베트남 전쟁에 참전할 당시, AFL-CIO의 노조 지도부는 공개적으로 전쟁을 지지했다. 이는 1947년 태프트-하틀리법이 공산주의자와 같은 급진주의자들이 노조의 핵심 직책에 선출되는 것을 금지했기 때문이었다. 그러나 많은 소규모 노조들은 전쟁에 강력히 항의했다. 뉴욕에 위치한 의약 및 병원 노동자 노조(Drug and Hospital Workers Union)의 지부 1199는 전쟁에 적극적으로 항의했다. 그들은 1964년에 열린 총회에서 미국의 베트남 개입을 비난하는 선언문에 서명했다. 국제 부두 노동자 및 창고 노동자 노조(International Longshoremen and Warehousemen's Union)와 같은 다른 노조들도 1965년에 유사한 선언문에 서명했다. 반전 운동은 독립 노조에만 국한되지 않았다. 미국자동차노동조합과 팀스터스와 같은 AFL-CIO 산하 노조들은 1969년에 AFL-CIO 지도부와 결별하고 노조 반전 연합을 결성했다. 팀스터스 국제 지도부는 1970년대까지 반전 시위에 참여했는데, 여기에는 1971년 4월 25일 워싱턴 D.C.에서 25만 명이 넘는 시위대가 참여한 대규모 시위도 포함되어 있었다.
반전 노조 지도부는 민주사회를 위한 학생연합 (SDS)과 SANE와 같은 학생 단체들과 긴밀히 협력했다. 평화를 위한 노동조합원(Trade Unionists for Peace)은 1966년 3월 6일 디트로이트에서 결성된 반전 조직이었다. 이 조직은 곧 SANE의 노동조합 부서(Trade Union Division, TUD)로 재편되었다. TUD는 뉴욕 로스앤젤레스, 샌프란시스코를 포함한 여러 도시에서 SDS 및 지역 노조와 연합하여 시위를 조직했다. 1967년에 TUD는 시카고 대학교에서 AFL-CIO와 함께 총회를 개최했다. 이 총회의 결과로 새로운 조직인 평화를 위한 노동 지도부 총회(Labor Leadership Assembly for Peace)가 탄생했다. 이 조직은 이전에 TUD가 맡았던 역할을 대부분 계승하여 TUD를 구식으로 만들었다. 그러나 1년 후인 1968년에 AFL-CIO와 TUD 간의 연합은 베트남 전쟁 개입에 대한 의견 불일치로 해체되었다. 이러한 의견 불일치는 주로 AFL-CIO가 급진적인 반전 입장을 취하는 것을 꺼려했기 때문에 발생했다.

## 결과 및 영향

### 미국 국내

#### 병사 수 감소
미국 내 베트남 반전 운동으로 나타난  첫 번째 효과는 군대에 이용 가능한 병사가 줄어든 것이었다. 징병이 반대되었고, 심지어 ROTC 프로그램도 반대의 대상이 되었다. 하워드 진은 1968년 5월 1일 보스턴 대학교의 한 학생이 그의 징병 위원회에 보낸 편지를 소개하며, "저는 그 시험에 응시하거나 입대하거나 베트남 국민에 대한 미국의 전쟁 노력을 돕는 일에 전혀 참여할 의사가 없습니다..."라고 밝혔다. 베트남 전쟁에서의 미국의 개입에 대한 반대는 많은 영향을 미쳤고, 이는 결국 미국이 베트남 전쟁에 더 이상 개입하지 않는 것로 이어졌다. 이 거부 편지는 곧 거부 사례의 폭증으로 이어졌다. 진은 다음을 예시로 들었다. "1969년 5월, 북부 캘리포니아에서 징집 대상자들이 보고하는 오클랜드 징병 센터는 4,400명의 남성 중 2,400명이 입대 보고를 하지 않았다고 보고했다. 1970년 첫 분기에는 선택적 복무 제도가 처음으로 할당량을 충족하지 못했다."

#### 대학 캠퍼스 시위

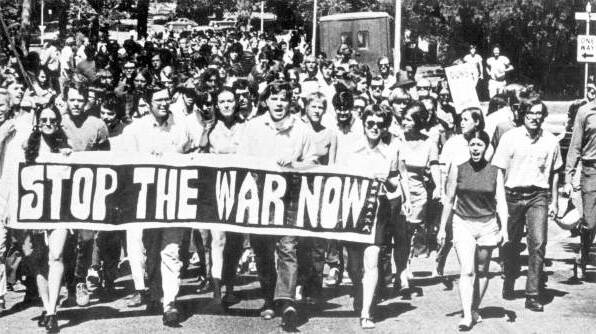
1970년 반전 시위가 진행 중인 플로리다 주립 대학교.

반전 운동의 추가적인 영향으로 인해 많은 대학 캠퍼스가 시위로 인해 완전히 폐쇄되었다. 이러한 시위는 혼란스러운 행동을 완화하고 대학을 정상으로 되돌리려는 정부에 부담을 주었다. 반전 운동에 참여한 대학으로는 브라운 대학교, 켄트 주립 대학교, 매사추세츠 대학교 등이 있었다. 윌리엄 앤 메리 대학교에서도 학생들과 일부 교직원들의 시위로 인해 혼란이 발생하였고, 이는 학생들과 교직원들의 활동을 CIA에 보고하기 위해 고용된 "다수의 정보원"이 있는 결과를 초래했다.

#### 미국 사회의 분열 심화
베트남 전쟁 반전 운동으로 인해 병사 수가 감소하고 미국 국내의 소식이 베트남 내 병사들에게 전달되어 사기가 저하되면서 미국 정부는 베트남 전쟁에 대한 정책을 수정할 수밖에 없었다. 이미 1960년대 말부터 1970년 초까지 1968년 미라이 학살, 구정 대공세, 1970년 캄보디아 전역그리고 1971년 펜타곤 문서로 인해 베트남 전쟁에 대한 미국 대중의 인식은 크게 안 좋아진 상황이었다. 미국 정계에서는 베트남 내 미군의 수를 감축하고 남베트남군으로 이를 대체하는 베트남화 정책을 추진하기 시작했다. 그러나 베트남화는 미국의 베트남 개입 종식을 의미하는 것이 아니었고, 미국 공군과 해군의 작전은 지속적으로 남베트남을 지원할 수 있도록 운용되었다.
미국 국민들이 미국 정부에 보내는 지지가 지속적으로 떨어짐과 동시에 의회 역시 베트남 전쟁에 대한 반대 목소리를 높이기 시작했다. 1970년 맥거번-해트필드 개정안이 의회에 상정되어 베트남 전쟁을 끝내고자 했지만 의회의 과반수를 확보하지 못하여 해당 법안은 통과되지 못했다. 캄보디아 전역 이후 미국 의회는 쿠퍼-처치 개정안을 통해 캄보디아 내 미국의 육상 작전 능력을 제한하고자 했고, 1971년 1월 미국 의회는 통킹만 결의안을 철회하는 외국 무기 판매법을 발의해 통과시켰다.
베트남 전쟁이 끝난 뒤에도, 일부 우파 미국 정치인들은 미국이 베트남 전쟁에서 진 이유로 언론과 반전 운동가들, 미국 의회, 미국 정치계의 자유주의 의원들, 그리고 시민 정책가들에 있다고 믿었다. 이와 동시에 로널드 레이건과 같은 일부 정치인들은 베트남 신드롬이라는 표현을 쓰며 미국 정부가 미국 대중의 지지를 얻지 못해 베트남 전쟁에서 패배했다고 보기도 했다.

### 해외

#### 반전 운동의 확산
1968년 미라이 학살과 구정 대공세 이후 벌어진 미국 내 반전운동은 넓은 의미에서 1968년 사회운동의 일부였다.  1960년대 중후반부터 서유럽과 동유럽에서는 학생들과 시민들이 주축이 되어 다양한 사회운동이 발생했다. 미국에서 벌어진 반전운동은 이후 1968년 한 해에만 서독, 네덜란드, 스웨덴, 오스트레일리아, 캐나다, 오스트리아 등 세계 각지로 확산되었다.
1960년대 끝난 일본의 안보 투쟁도 이 때 재점화되어 1970년 6월 14일 안보 투쟁 당시 일본 학생들은 베트남 전쟁 반대를 구호 중 하나로 내걸기도 했다. 이후 일본에서는 1972년 전차 투쟁 등 다양한
베트남 반전 운동이 있었고, 야마구치 유키오, 아스카타 이치오, 요코이 구미코 등 여러 반전운동가들이 베트남에 평화를! 시민연합 등과 연대하거나 개별적으로 반전 운동을 조직하거나 해당 운동에 가담했다.

#### 서구 국가들의 균열
미국이 통킹만 결의로 베트남 전쟁에 개입할 당시, 미국의 전통적 동맹국이었던 영국의 경우 정치적으로는 미국을 지지했지만,  미국 정부의 압력이 있었음에도 영국군을 베트남에 파병하지는 않았다. 이는 영국 대중들이 베트남 전쟁에 대해 지속적으로 반대했기 때문이었고, 일부 영국 국민들은 1960년대 후반 베트남 반전 운동에 참여했기 때문이었다.
베트남 전쟁 기간 동안 스웨덴은 중립 정책을 고수했지만, 미국의 베트남 전쟁 개입에 대해서는 정부에서 강도 높게 비판을 이어갔다. 베트남 전쟁 기간 동안 스웨덴의 총리로 있었던 타게 엘란데르(1946~1969)와  올로프 팔메(1969~1986 재임)는 지속적으로 베트남 전쟁에서 미국의 작전에 비판했다. 1967년에는 스웨덴의 정치인들이 주축이 되어 베트남을 위한 스웨덴 위원회를 수립하였으며, 베트남 전쟁 기간 동안 스웨덴은 서구 국가 중 유일하게 미군 병역기피자들을 공개적으로 수용한 나라였다. 이러한 스웨덴의 정부 기조 및 정책으로 인해 미국과 스웨덴의 관계는 베트남 전쟁 종전 때까지 매우 냉랭한 상태였다.
캐나다의 경우 베트남 전쟁에 대한 시각이 사회 구성원에 따라 달랐다. 공식적으로 캐나다 정부는 1954년 수립된 국제통제위원회에 참여해 1974년까지 활동하면서 공식적으로 중립을 표방하면서 미국의 지도에 따라 베트남 공화국에 대민 지원을 제공했다. 전쟁이 지속되면서 캐나다 정부는 미국의 베트남 전쟁 개입에 대해 비판을 이어갔고 이에 따라 미국과 캐나다의 관계도 악화되었다. 그러나 1965년부터 1973년까지 캐나다의 국영 및 사기업들은 미국의 베트남 전쟁 수행을 돕기 위해 군수품을 지속적으로 제공했다. 한편 미국의 수많은 전쟁 기피자들과 전쟁 낙오자들이 캐나다를 새로운 정착지로 찾았고, 이러한 움직임에 대항해 30,000명의 캐나다인이 미군에 자원해 베트남 전쟁에 참전하기도 했다.

## 갤러리

### 선전물
- 퇴역군인을 대상으로 한 전단지

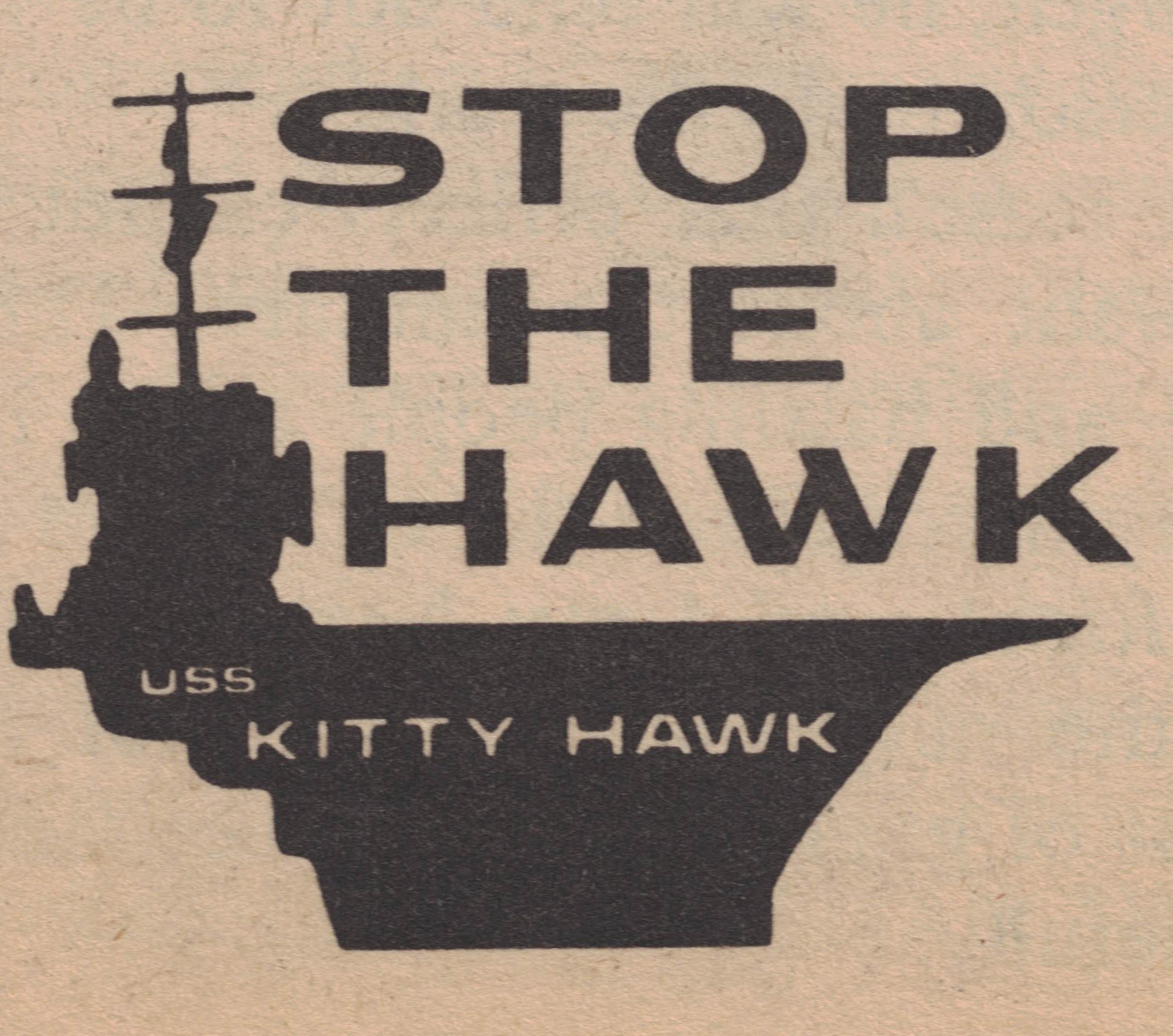
매파를 멈추자 스티커
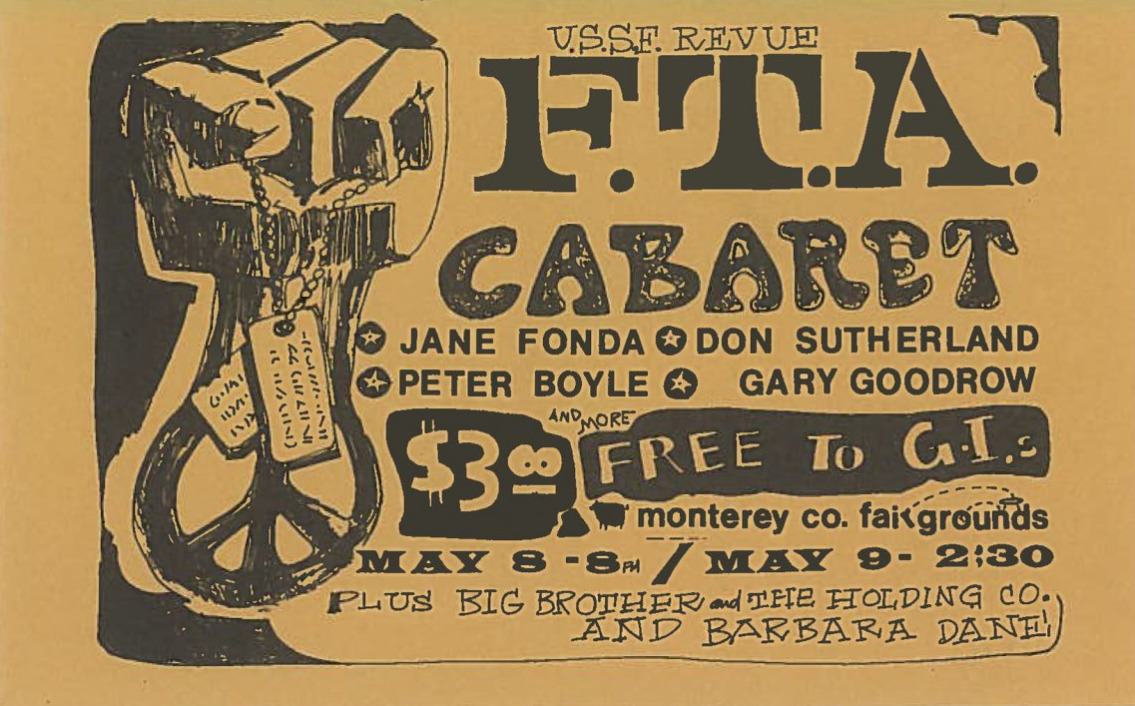
FTA 쇼 광고
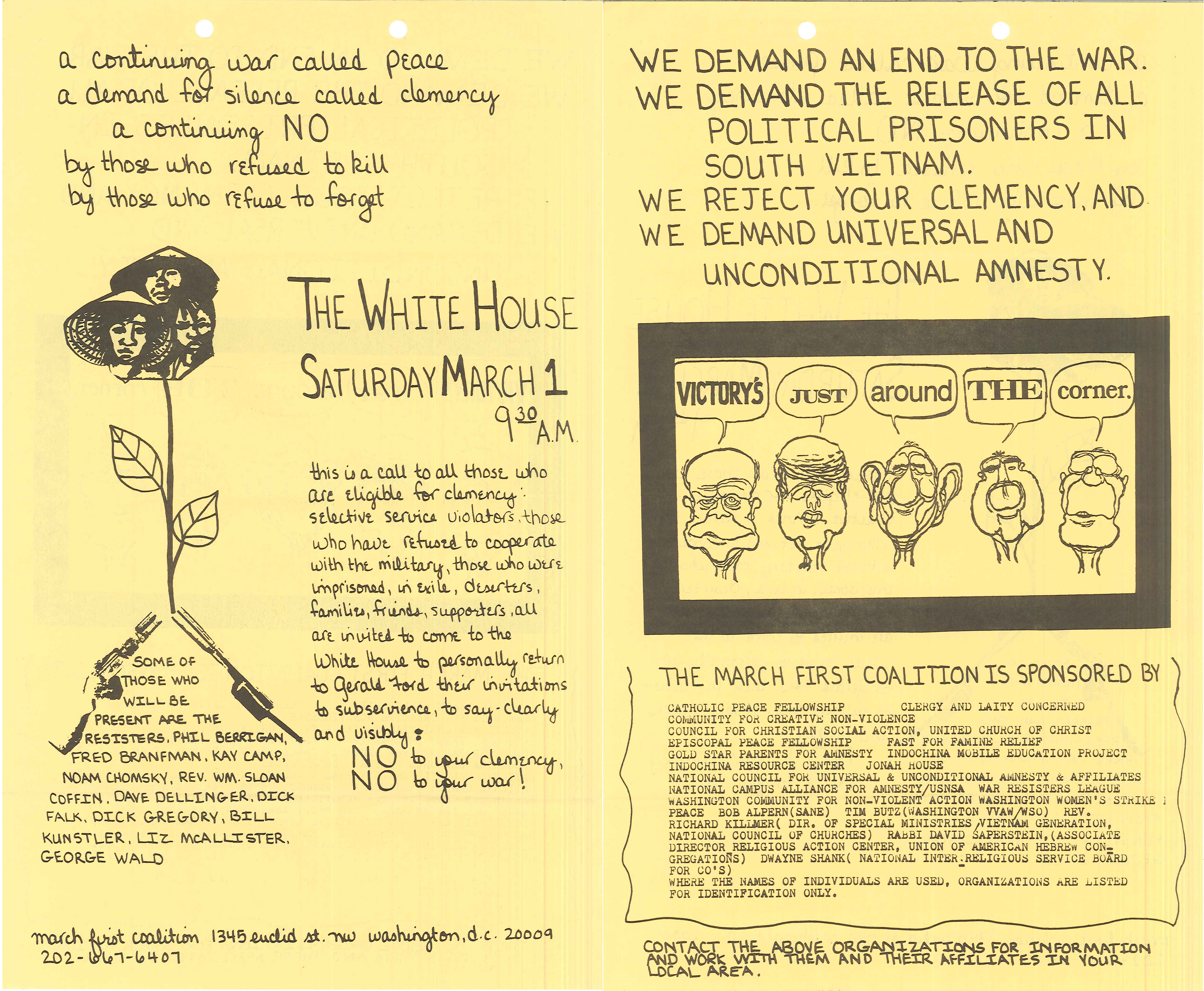
1975년 시위 행진 전단지
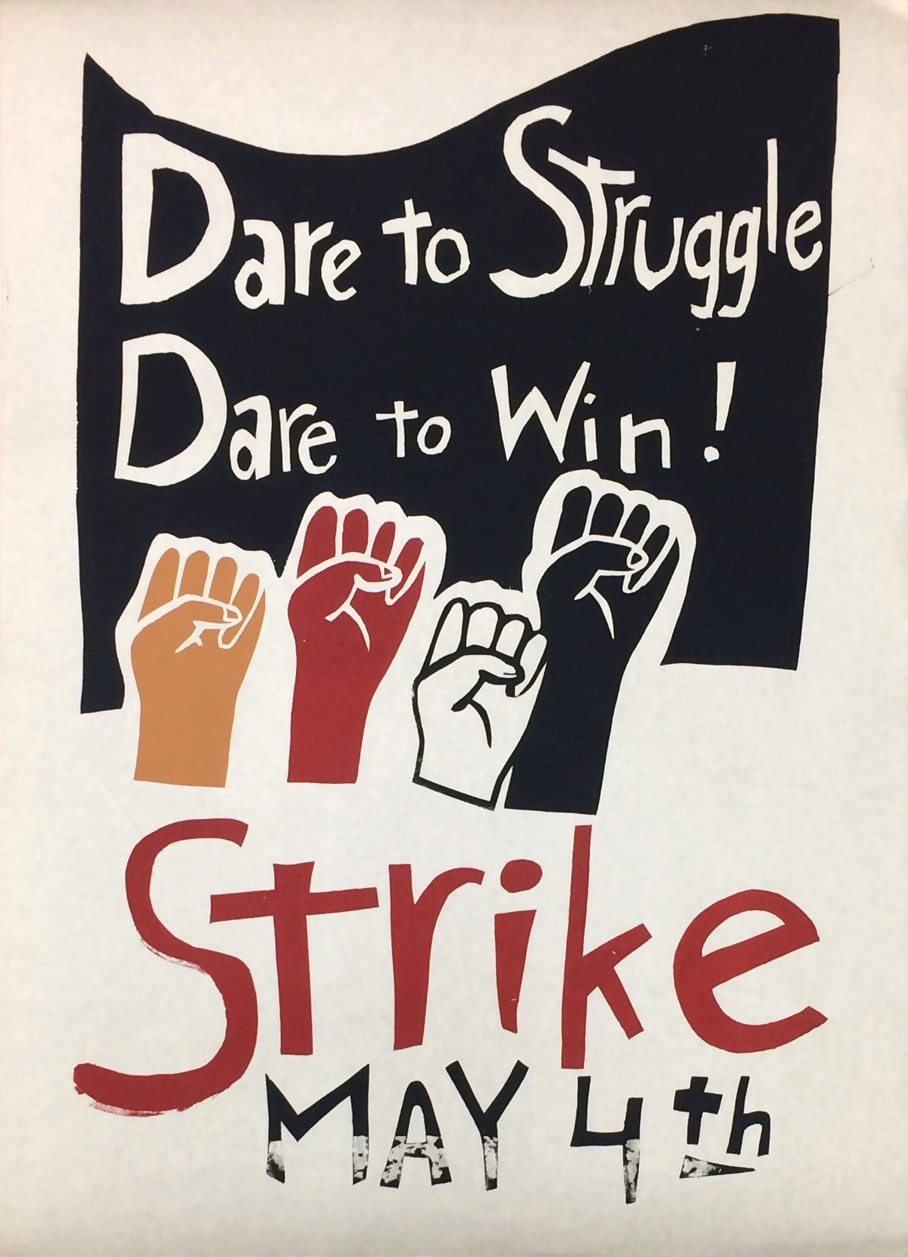
1970년 동맹휴학 광고 포스터
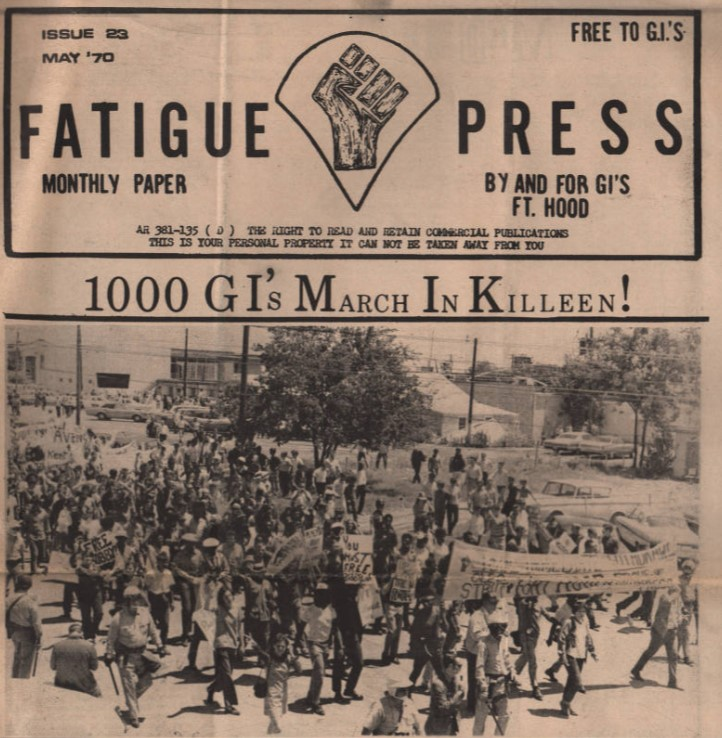
1970년 5월 지하신문

### 세계 각지의 반전 시위

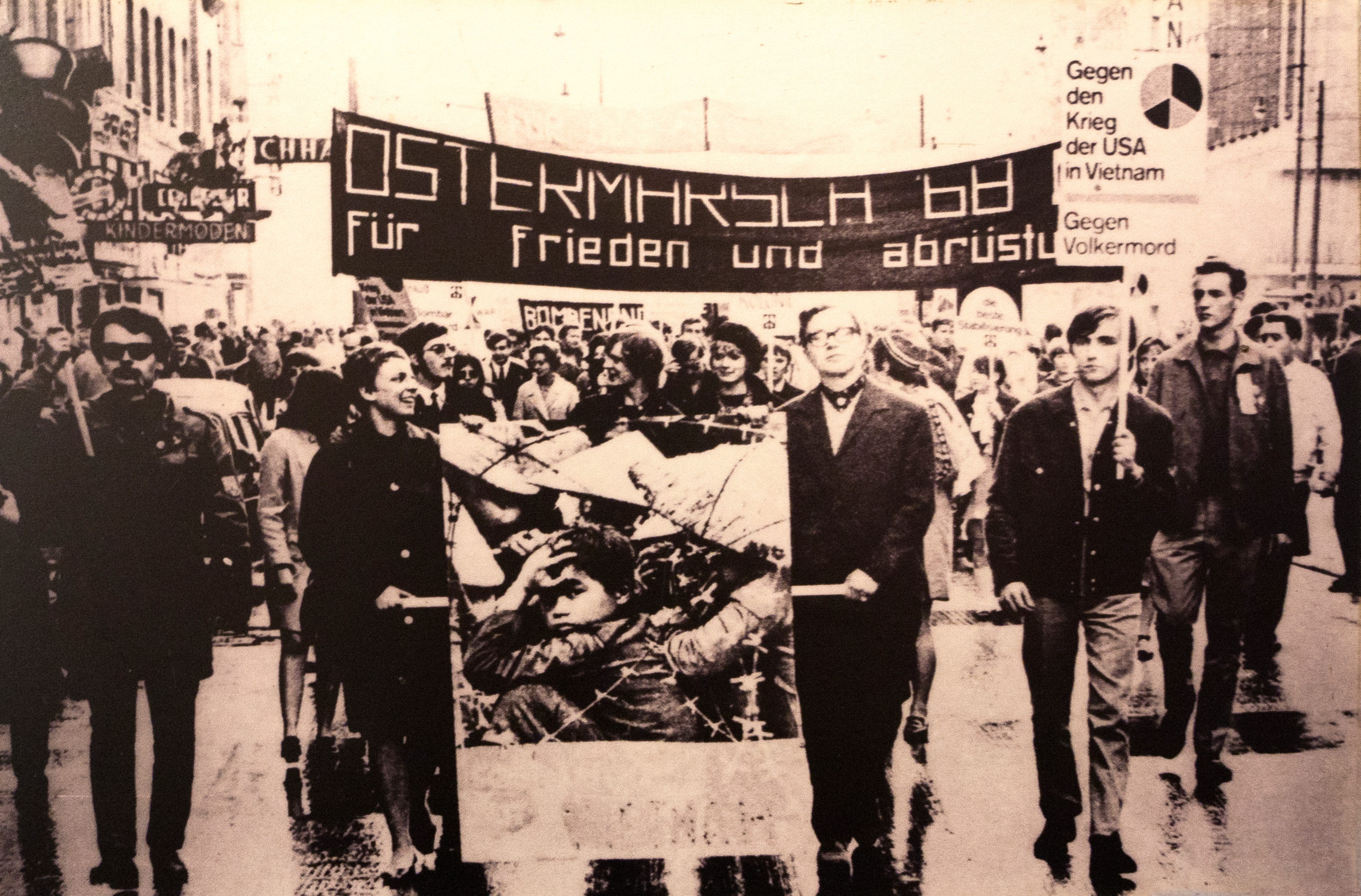
오스트리아 빈, 1968년
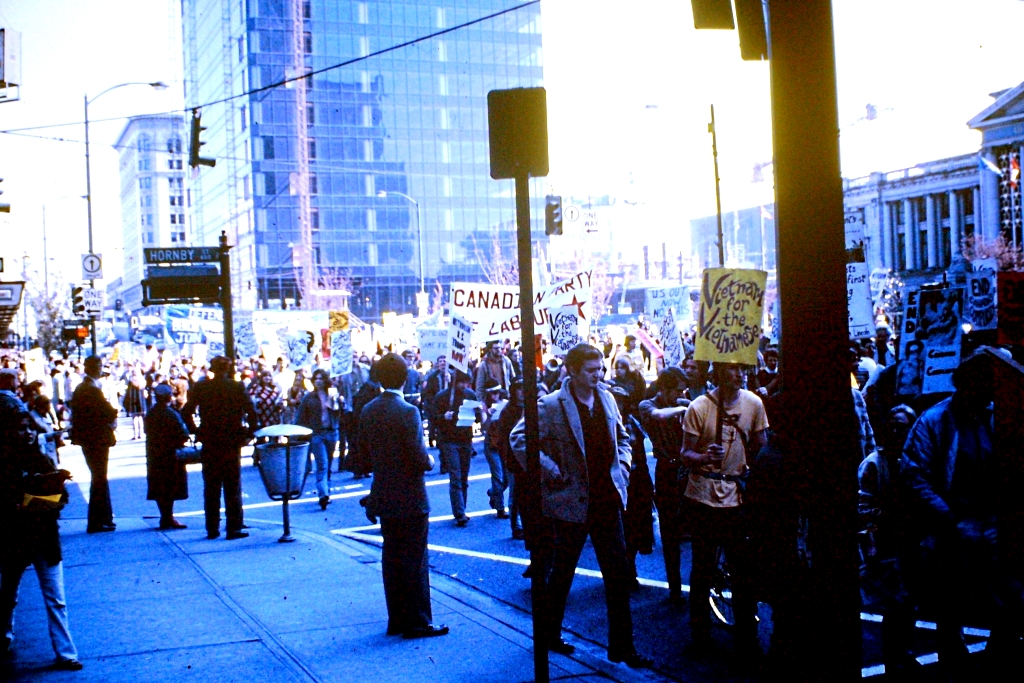
캐나다 밴쿠버, 1968년
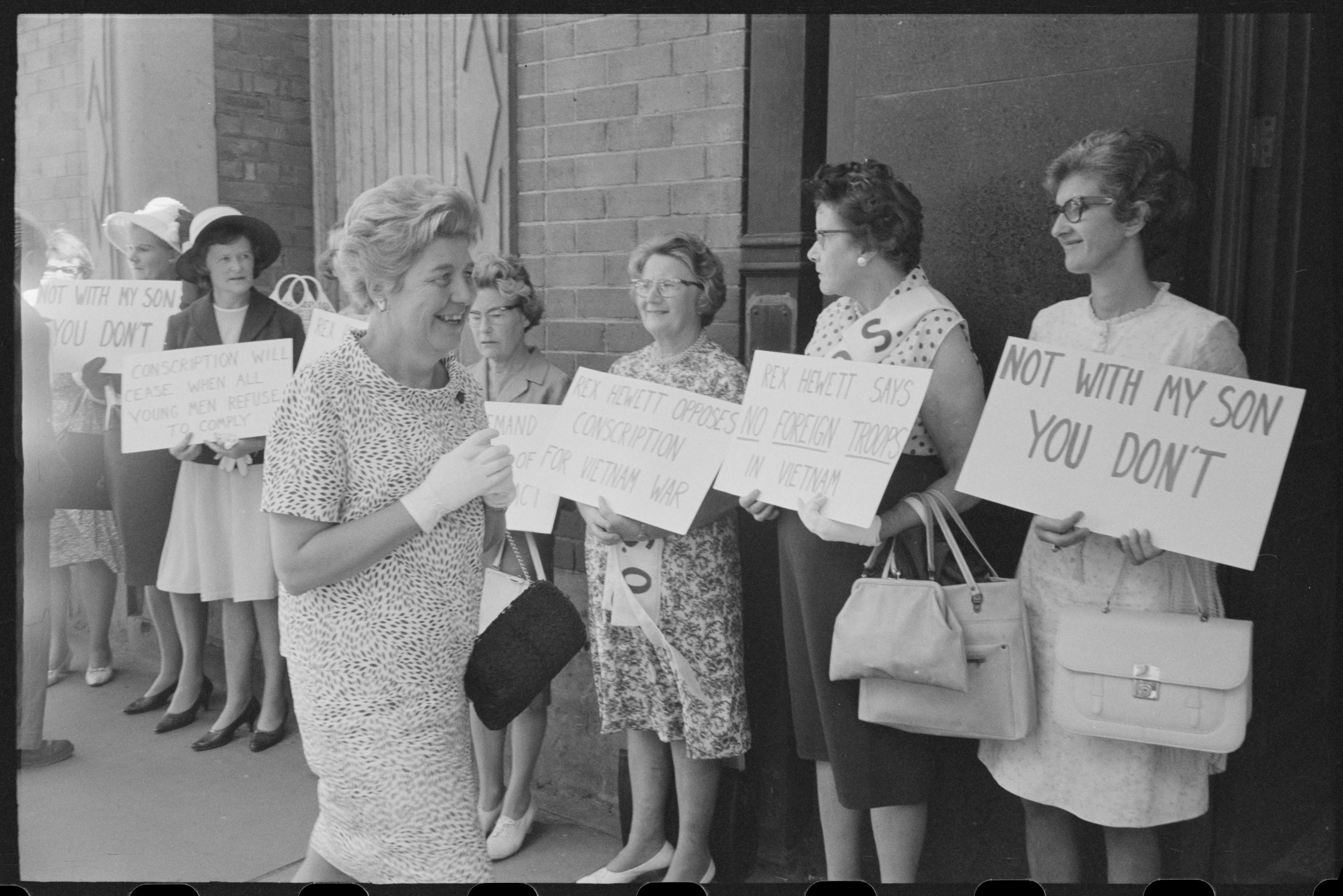
오스트레일리아 시드니, 1968
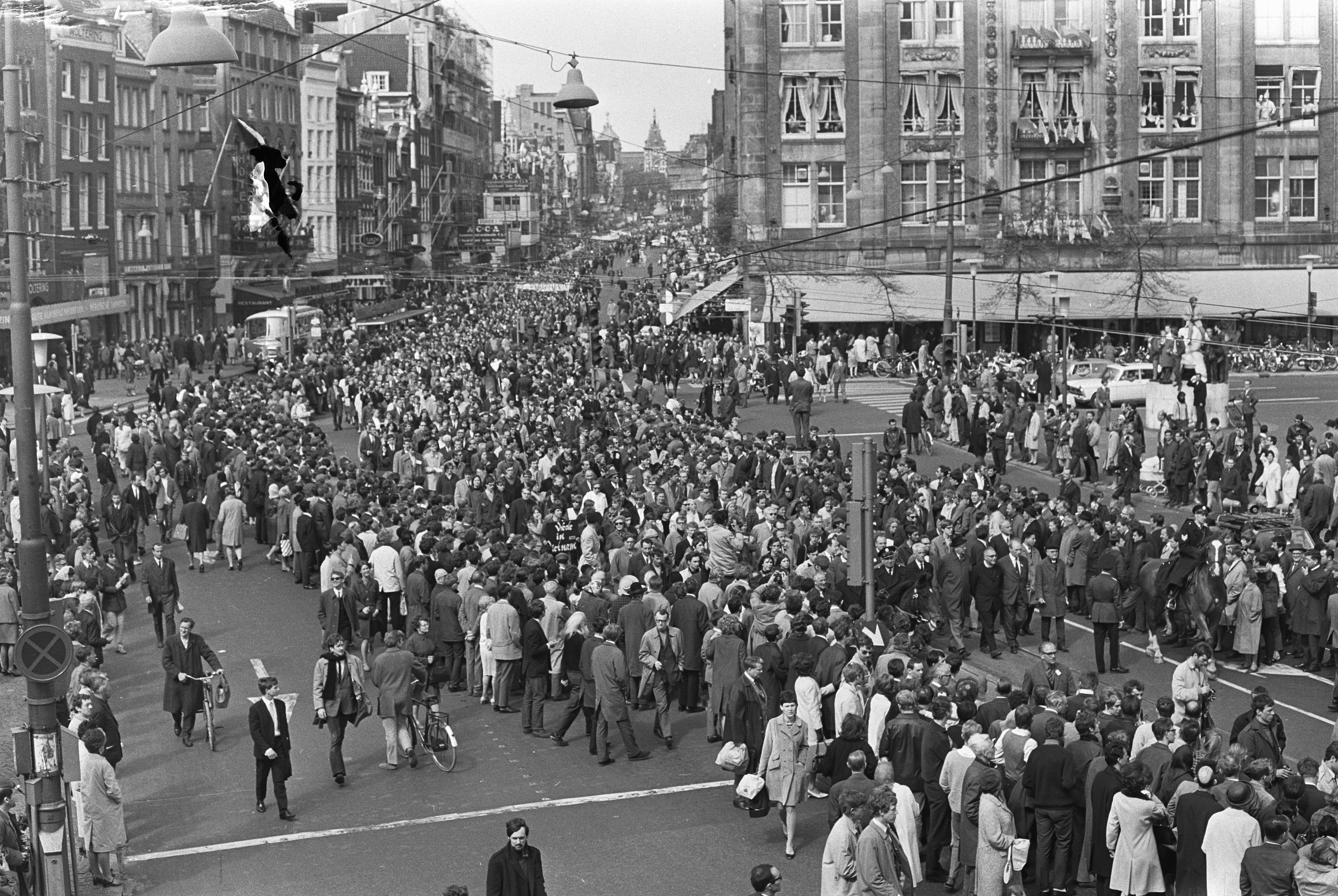
네덜란드, 1967년
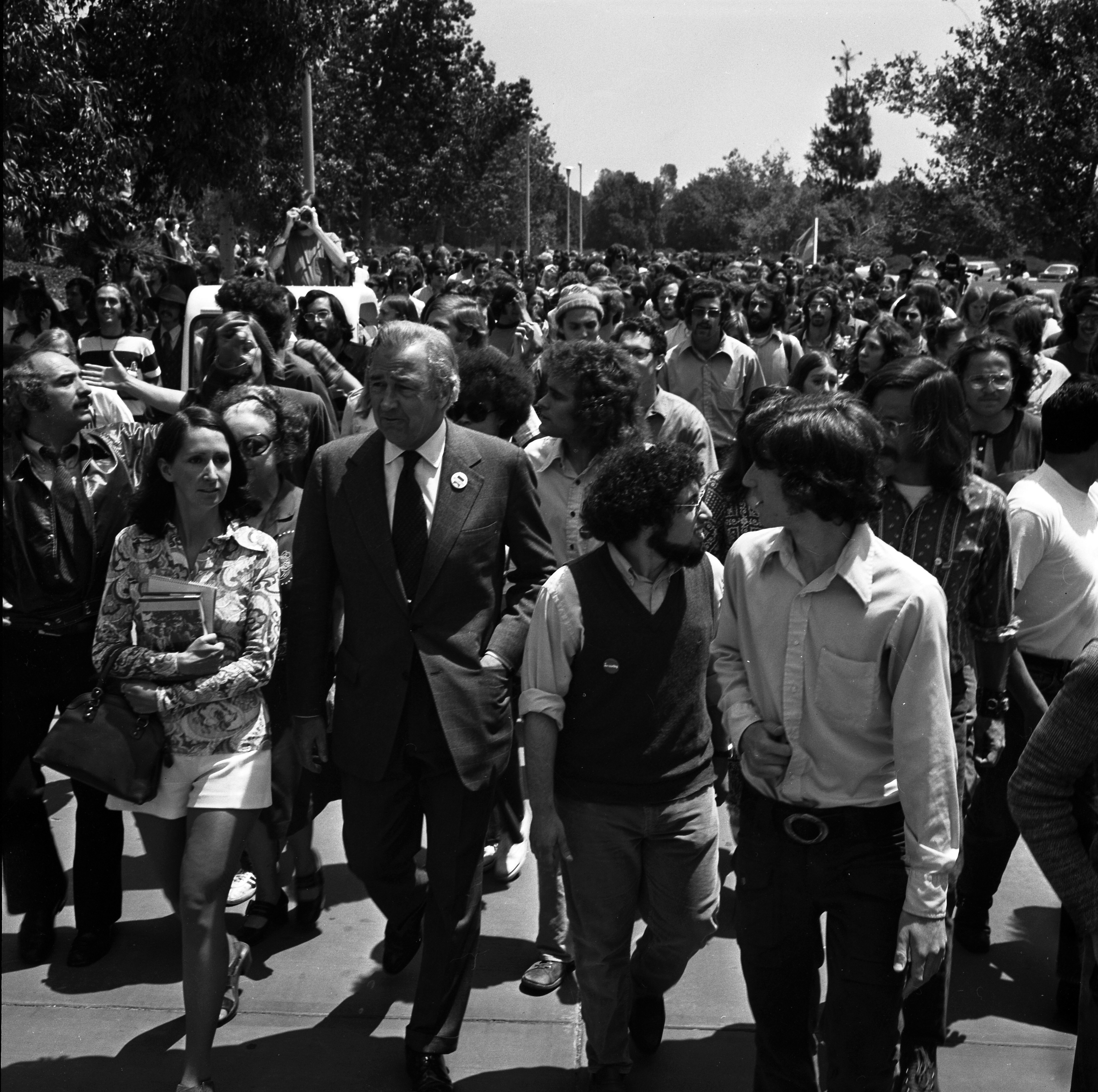
미국 로스앤젤레스, 1972년 5월 11일
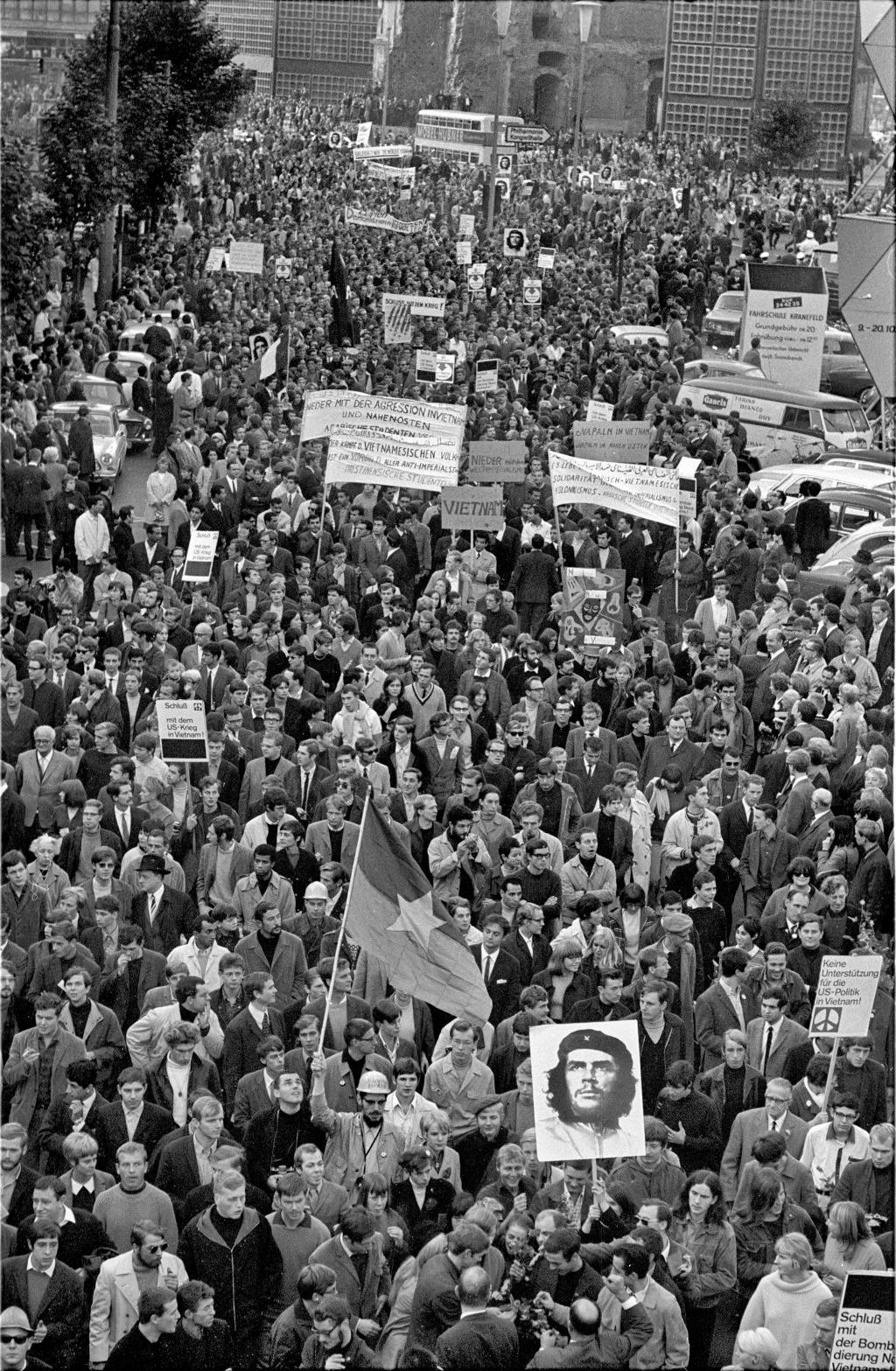
서독 서베를린, 1968년
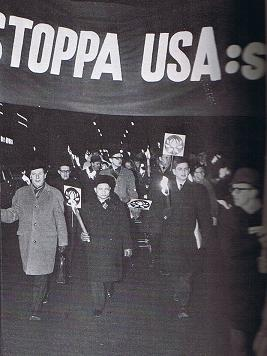
스웨덴 스톡홀름, 1968년 2월
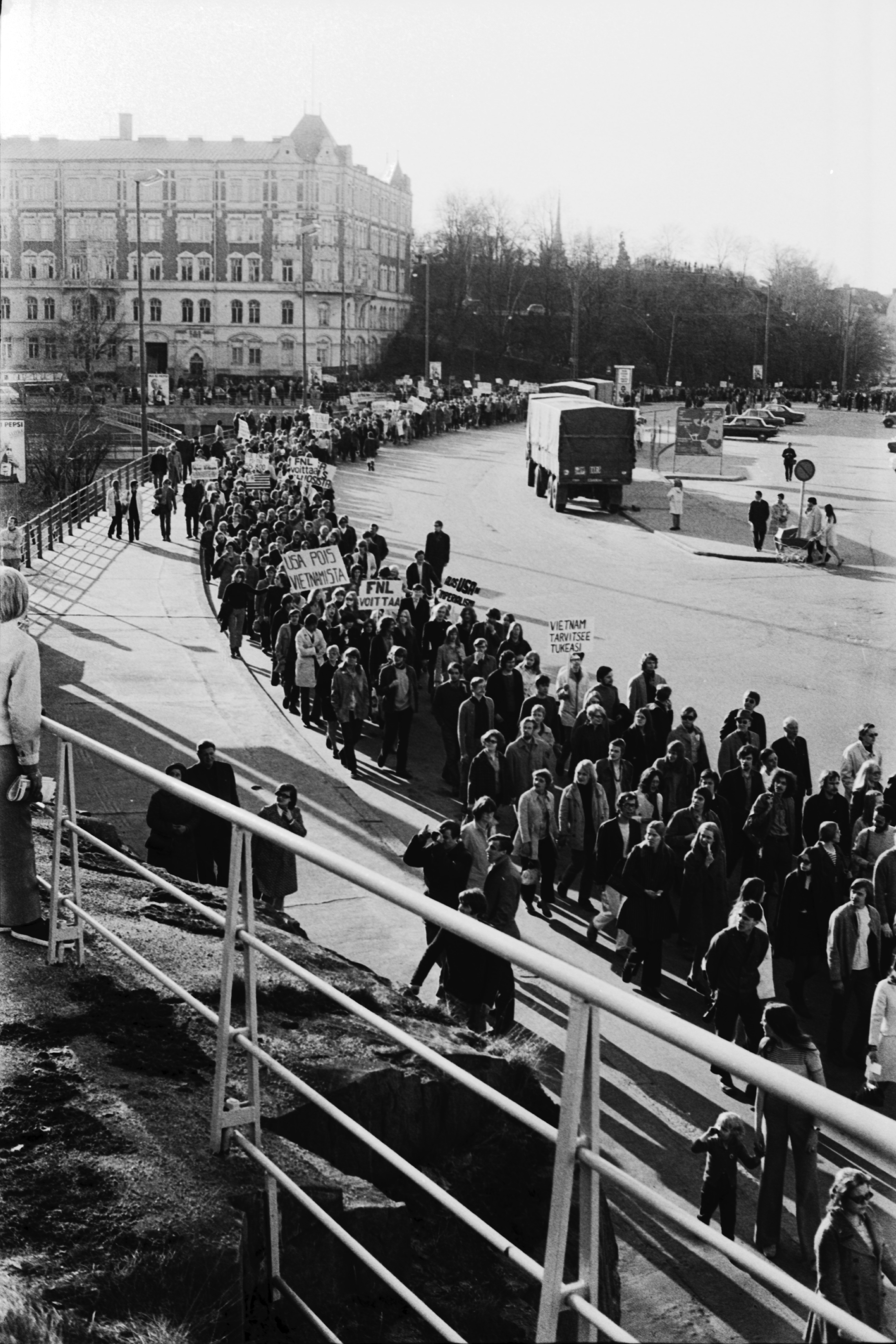
핀란드 헬싱키, 1970년

## 같이 보기
- 이스라엘-하마스 전쟁 시위
- 베드 인 포 피스
- 켄트 주립 대학교 총격사건
- 펜타곤 문서
- 미국의 흑인 민권 운동
- 성혁명
- 사랑의 여름

## 참고 자료

### 내용주
1. ↑  1968년 3월 16일 미라이 학살이 발생했지만, 미국 대중에 공개된 것은 1969년이었고 이 때 미국 대중은 미라이 학살이 공개되자 크게 격분했다.[100]

## 참고문헌
- DeBenedetti, Charles (1990). 《An American Ordeal: The Antiwar Movement of the Vietnam Era》 (영어). contributor Charles Chatfield. Syracuse University Press. ISBN 978-0-8156-0245-3.
- Aaron Fountain  "The War in the Schools: San Francisco Bay Area High Schools and the Anti–Vietnam War Movement, 1965–1973" pp. 22–41 from California History, Volume 92, Issue 2, Summer 2015
- John Hagan, Northern passage: American Vietnam War resisters in Canada, Harvard University Press, 2001. ISBN 978-0-674-00471-9ISBN 978-0-674-00471-9
- Mary Susannah Robbins, Against the Vietnam War: Writings by Activists, Rowman & Littlefield, 2007. ISBN 978-0-7425-5914-1ISBN 978-0-7425-5914-1
- Robert R. Tomes, Apocalypse Then: American Intellectuals and the Vietnam War, 1954–1975, NYU Press, 2000. ISBN 978-0-8147-8262-0ISBN 978-0-8147-8262-0
- King, Martin Luther Jr. "Beyond Vietnam". New York. April 4, 1967.
- Tygart, Clarence. "Social Movement Participation: Clergy and the Anti-Vietnam War Movement." Sociological Analysis Vol. 34. No. 3 (Autumn, 1973): pp. 202–211. Print.
- Friedland, Michael B. Lift Up Your Voice Like A Trumpet: White Clergy And The Civil Rights And Antiwar Movements, 1954–1973. Chapel Hill: University of North Carolina Press, 1998. eBook Collection (EBSCOhost). Web. December 15, 2013.
- McCarthy, David. "'The Sun Never Sets on the Activities of the CIA': Project Resistance at William and Mary". Routledge Publishing: September 4, 2012.
- Patler, Nicholas. Norman's Triumph: the Transcendent Language of Self-Immolation Quaker History, Fall 2105, 18–39.
- Zinn, Howard. A People's History of the United States. New York: HarperCollins Publishing, 2003. Print.
- Maeda, Daryl. Chains of Babylon: Rise of Asian America. University of Minnesota Press, 2009.
- Lee, Erika. The Making of Asian Ameria: A History. Simon & Schuster, 2015.
- Srikanth, Rajini and Hyoung Song, Min. The Cambridge History of Asian American Literature. Cambridge University Press, 2015.